# Mimi Webb
Amelia Anne Webb, professionellt känd som Mimi Webb, född 23 juli 2000 i Canterbury, är en brittisk sångerska och låtskrivare. 
Mimi Webb släppte sin debut-EP Seven Shades of Heartbreak, innehållande bland annat singeln "Good Without" (åtta på UK Singles Chart), i oktober 2021. Den placerade sig som nummer nio på UK Albums Chart. Hon släppte därefter sitt debutalbum Amelia i mars 2023, som bland annat innehöll singlarna "House on Fire", "Ghost of You" och "Red Flags".
Mimi Webb är född och uppvuxen i brittiska Canterbury, sydost om London. Hon började som trettonåring att skriva sina egna låtar, efter att hon hade lärt sig att spela gitarr och piano. Bland hennes största influenser märks Adele, Amy Winehouse, Emeli Sandé och Sam Smith, tillsammans med jazz- och popmusikerna Louis Armstrong, Etta James, Ella Fitzgerald och Nat King Cole.